# Ride (série télévisée)
Pour les articles homonymes, voir Ride (homonymie).
Ride est une série télévisée canadienne en vingt épisodes de 23 minutes créée par Jill Girling et Lori Mather-Welch, réalisée par Stefan Scaini, et diffusée entre le 5 septembre et le 6 octobre 2016 sur YTV, et aux États-Unis du 30 janvier au 24 février 2017 sur Nickelodeon.
En France, elle est diffusée à partir du 9 janvier 2017 sur Nickelodeon Teen. Elle reste inédite dans les autres pays francophones.

## Synopsis
Katherine « Kit » Bridges a emménage en Angleterre avec son père, qui emménage pour un travail dans une école.Elle va devoir s'habituer a son environnement, elle va une rencontre inattendu avec un cheval et découvrir le secret de sa mère qui étudié dans une école ou elle ira.

## Distribution
- Kendra Timmins : Katherine « Kit » Bridges
- Mike Shara : Rudy Bridges
- Sara Botsford : Lady Covington
- Manuel Pacific : Nav Andrada
- Natalie Lisinska : Sally Warrington
- Rameet Rauli : Anya Patel
- Jonny Gray (en) : Josh Luders
- Oliver Dench (en) : Will Palmerston
- Alana Boden (VF : Helena Coppejans) : Elaine Wilshire

Fiche de doublage
- Directrice de doublage : Julie Basecqz[1]

## Épisodes
| Saison | Saison | Épisodes | Canada           | Canada         | France         | France         |
| Saison | Saison | Épisodes | Début            | Fin            | Début          | Fin            |
| ------ | ------ | -------- | ---------------- | -------------- | -------------- | -------------- |
|        | 1      | 20       | 5 septembre 2016 | 6 octobre 2016 | 9 janvier 2017 | 3 février 2017 |

| №  | Titre Français                               | Titre Original                  | Diffusions française | Diffusions originale | Code de production |
| -- | -------------------------------------------- | ------------------------------- | -------------------- | -------------------- | ------------------ |
| 1  | L'Arrivée                                    | Arrival                         | 9 janvier 2017       | 5 septembre 2016     | 101                |
| 2  | Dressing et dressage                         | Dresses and Dressage            | 10 janvier 2017      | 6 septembre 2016     | 102                |
| 3  | Hippophobie et Ophiophobie                   | Hippophobia and Ophidiophobia   | 11 janvier 2017      | 7 septembre 2016     | 103                |
| 4  | Plus on est de fous                          | Three's a Crowd                 | 12 janvier 2017      | 8 septembre 2016     | 104                |
| 5  | Autant en emporte les Guy                    | Gone Guy                        | 13 janvier 2017      | 12 septembre 2016    | 105                |
| 6  | Chevaux sauvages                             | Wild Horses                     | 16 janvier 2017      | 13 septembre 2016    | 106                |
| 7  | Un sucre ou deux                             | One Lump or Two?                | 17 janvier 2017      | 14 septembre 2016    | 107                |
| 8  | Le secret d'Anya                             | Happy Unbirthday                | 18 janvier 2017      | 15 septembre 2016    | 108                |
| 9  | Après le bal                                 | After the Ball                  | 19 janvier 2017      | 19 septembre 2016    | 109                |
| 10 | Le Tournoi des Maisons                       | The Cup                         | 20 janvier 2017      | 20 septembre 2016    | 110                |
| 11 | Espionnage                                   | Stalled                         | 23 janvier 2017      | 21 septembre 2016    | 111                |
| 12 | Le courage avant tout                        | Who Rules the School?           | 24 janvier 2017      | 22 septembre 2016    | 112                |
| 13 | Miss Daisy                                   | We Need to Talk About Covington | 25 janvier 2017      | 26 septembre 2016    | 113                |
| 14 | Un cheval de perdu...Un cheval de retrouvé ! | Come Horse or High Water        | 26 janvier 2017      | 27 septembre 2016    | 114                |
| 15 | La dernière chance de Kit                    | Steeplechase                    | 27 janvier 2017      | 28 septembre 2016    | 115                |
| 16 | Les pours et les contres                     | Pros & Cons                     | 30 janvier 2017      | 29 septembre 2016    | 116                |
| 17 | Chacun sa méthode                            | Trading Horses                  | 31 janvier 2017      | 3 octobre 2016       | 117                |
| 18 | Distractions et manigances                   | Distractions & Deceptions       | 1 février 2017       | 4 octobre 2016       | 118                |
| 19 | En selle                                     | Let It Ride                     | 2 février 2017       | 5 octobre 2016       | 119                |
| 20 | Sans œillères                                | Dark Horse                      | 3 février 2017       | 6 octobre 2016       | 120                |